# Počesávání textilií

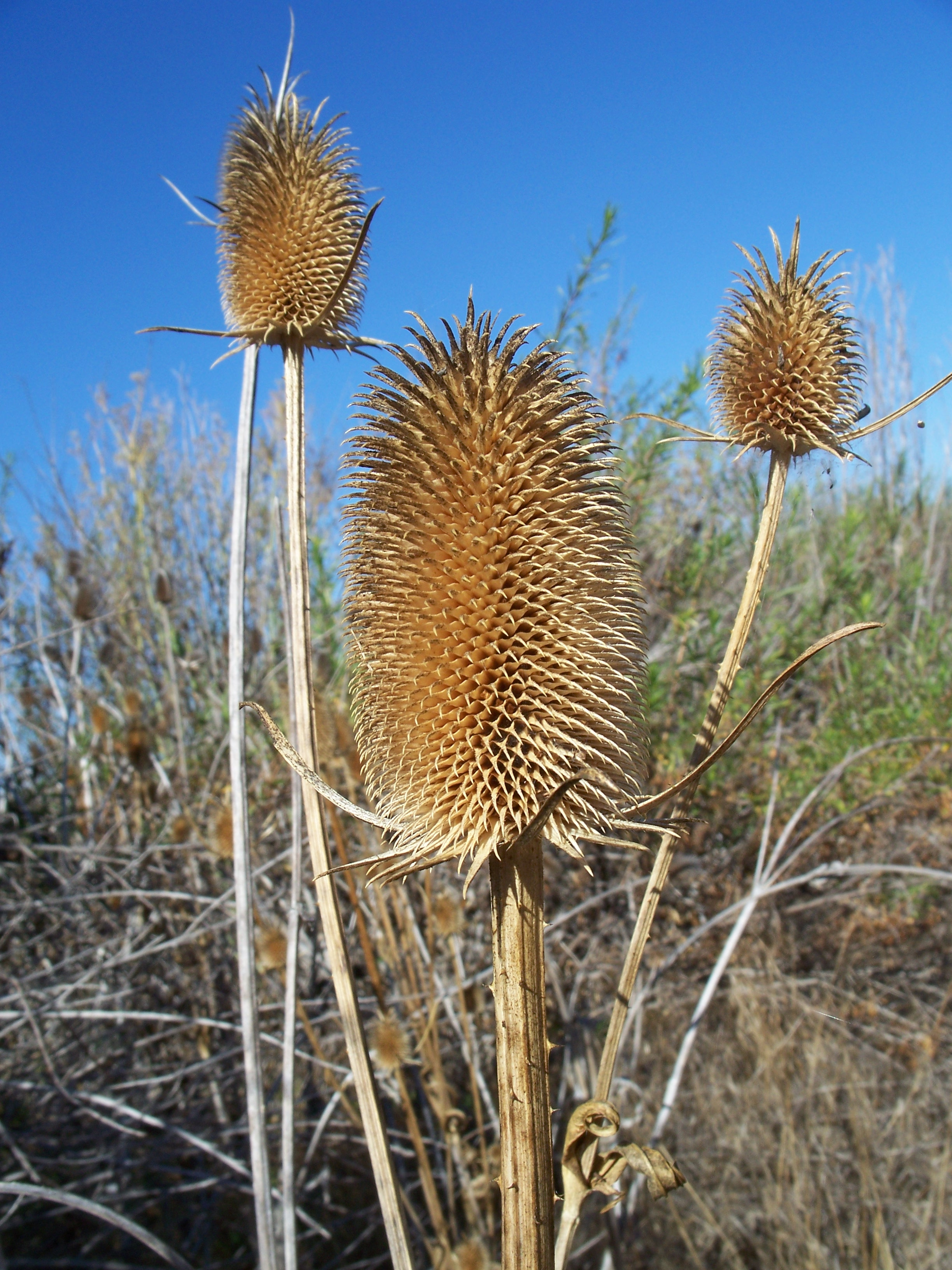
Štětka soukenická (Dipsacus sativus)

Počesávání je mechanický zušlechťovací proces, při kterém se na povrchu plošných textilií (výjimečně také přízí) škrábáním uvolní konce jednotlivých vláken.
Vlákna se mohou vztyčit kolmo (velurový povrch), urovnat v podélném směru (vlněný omak) nebo vzájemně zaklínit (podobně jako při valchování).

## Česací stroje

### Stroje s pevnými česacími povlaky
K česání se původně používaly přírodní bodláky ve tvaru štětek upevněných na tyčích uložených na otočném bubnu (historický snímek vpravo). Tento způsob se dnes uplatňuje jen zcela výjimečně při počesávání nejjemnějšího sukna. Jinak bodláky už dávno nahradily ocelové drátky (s kolínkem).
Na strojích s neotočnými povlaky se načechrávají jen vlákna z útkových nití a odstávající konce se urovnávají v podélném směru, např. při výrobě lodenu.

### Stroje s otáčivými povlaky
Nejstarší známý patent na česací stroj obdržel anglický mechanik Dellabadid v roce 1684, stroje s otáčivými povlaky se však začaly vyrábět teprve na konci 18. století.
Pásy se zapuštěnými drátky jsou spirálovitě navinuty na 24-36 válcích upevněných na otočném bubnu, nad kterým prochází počesávaná textilie. Směr a rychlost otáček česacích válců i bubnu se může různě kombinovat, takže se na zboží vytváří velurový povrch nebo se vlákna zplsťují.
Počesávání probíhá zpravidla v několika pasážích, známé jsou také stroje se dvěma nebo třemi bubny. Často se používá několik pasáží před barvením a na barveném zboží zboží se počesávání dokončuje. Počesávané výrobky se často postřihují nebo brousí. Textilie z vlny a ze směsi s vlnou se počesávají ve vlhkém stavu, ostatní materiály se zpracovávají jen za sucha. U pletenin z filamentů se vyčnívající smyčky jen načechrávají, nesmí se trhat.
Na speciálně upravených strojích (s jediným česacím válcem) se dají vytvářet na zboží obrazce různých tvarů a různé hloubky počesávání.
Počesáváním se snižuje váha produktu až o 15 % a vždycky se musí počítat s určitou ztrátou na pevnosti. Původní vazba tkaniny nebo pleteniny zpravidla není pod počesaným povrchem viditelná.
U moderních strojů se elektronicky kontroluje kvalita zboží a automaticky reguluje intenzita česání.

## Druhy počesávaných textilií
Nejvhodnější k počesávání jsou textilie ze staplových přízí s nízkým zákrutem, velmi jemné filamenty (mikrovlákno) se dají také počesávat.
Z jednostranně nebo oboustranně počesaných textilií jsou známé zejména
• Flanel, flauš, barchet, fleece
• Dyftýn (z franc. duvet – chmýří), původně polohedvábná tkanina s šapovou přízí v útku, v současné době je to označení pro měkké tkaniny z mykané nebo česané vlny a také z bavlny ve vazbě útkový atlas nebo křížový kepr. Opakovaným počesáváním a broušením se vytvoří na povrchu tkaniny krátký vlas, jehož délka, hustota a lesk nebo matnost jsou závislé na druhu a jemnosti útkové příze a hustotě útku. Používá se na kalhoty, sukně, bundy a lehké pláště.
• Broskvová (nebo meruňková) kůže je tkanina s jemně vlákenným povrchem z přírodního hedvábí nebo i mikrovláken. Broskvová plst je imitace jemnosrstných plstí filcem ze směsi různých srstí a ovčí vlny.
• Velveton je imitace sametu podobná jelenicové kůži. Vzniká počesáváním a broušením bavlněných tkanin se zesílenou atlasovou vazbou. Říká se mu také německá nebo anglická kůže.
• Opičí kůže je tkanina v plátnové nebo keprové vazbě s povrchem podobným sametu, který se dosáhne opakovaným počesáváním a postřihováním, při čemž se stříhají jen špičky odstávajících vláken. Útek z měkce točené příze je zatkán do povrchu zboží.

## Galerie počesávání

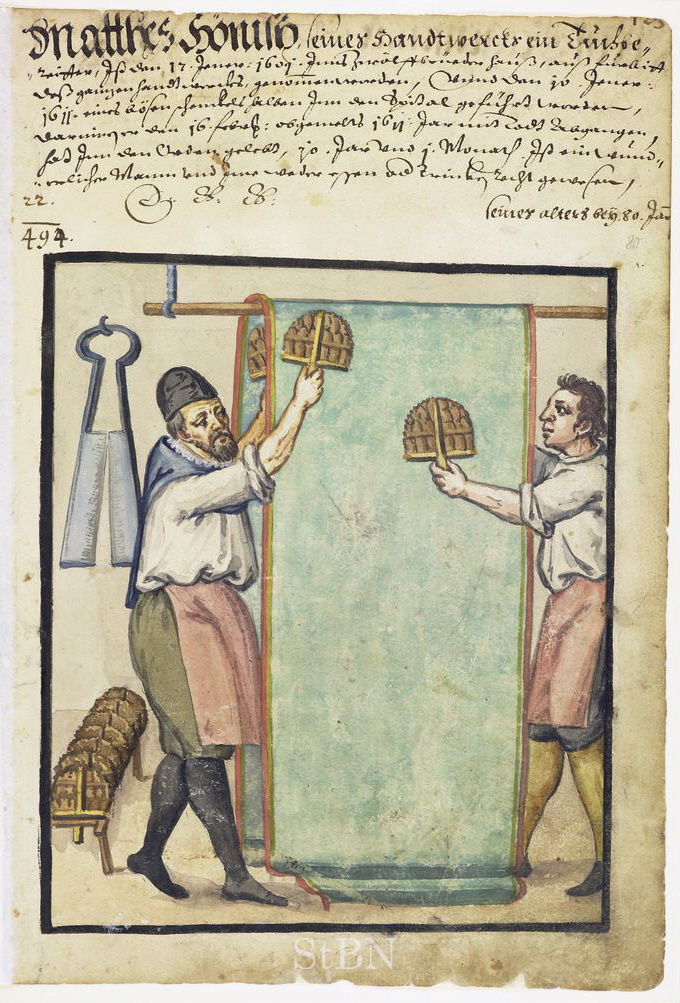
Počesávači sukna, malba z roku 1611 (Městská knihovna Norimberk)
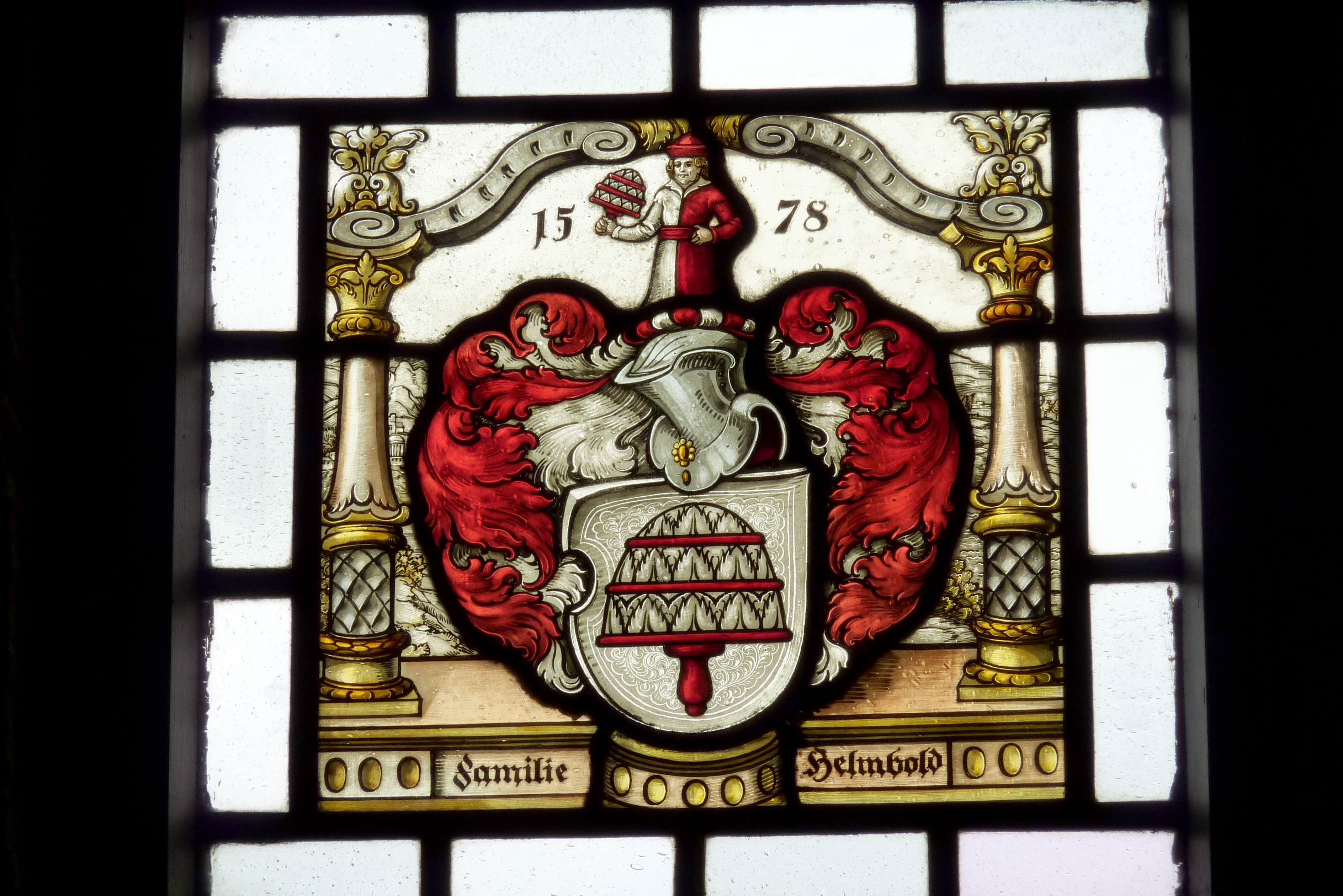
Soukenický erb s počesávacím kartáčem na okně radnice v Mühlhausenu (z roku 1578)
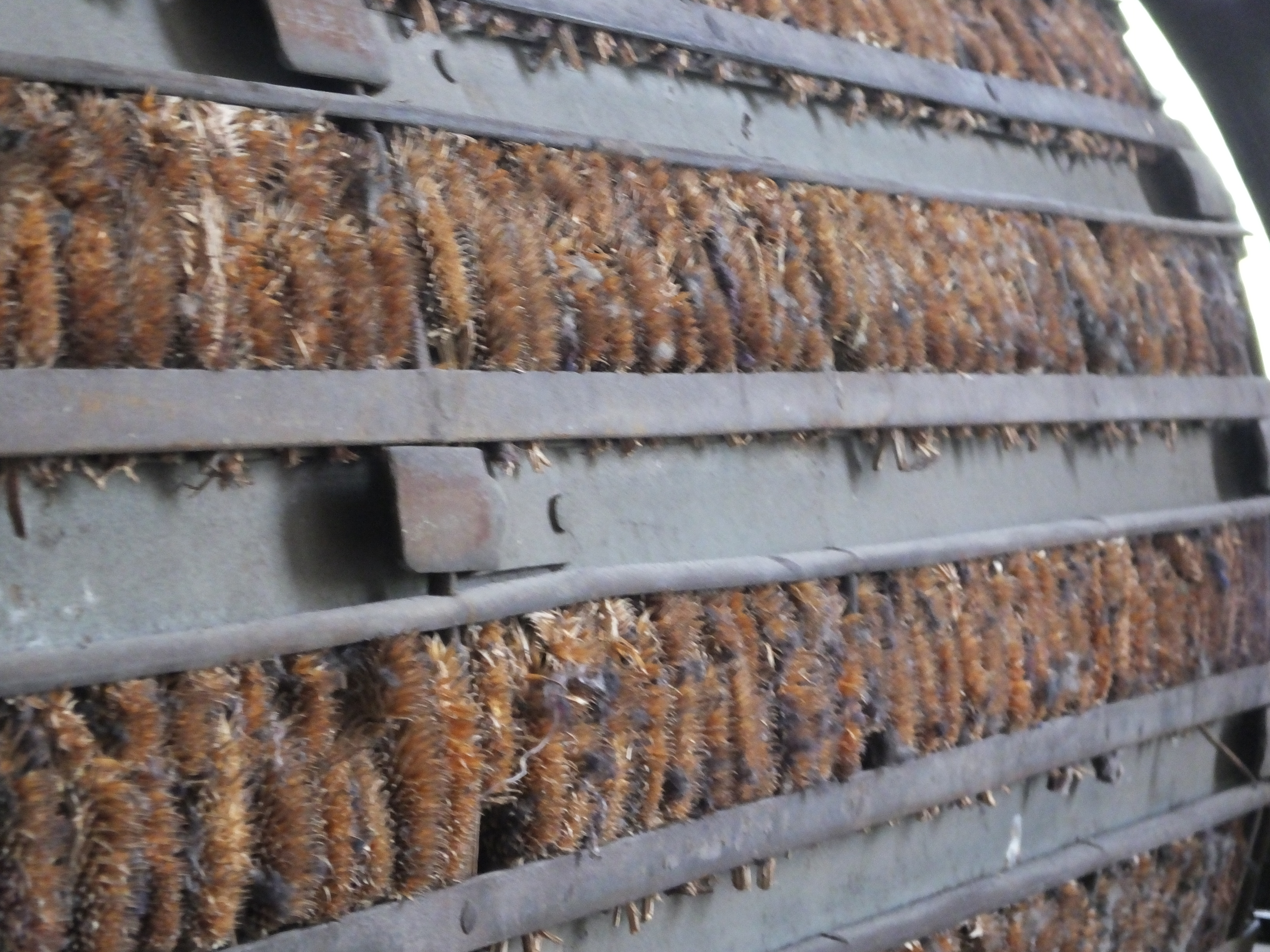
Počesávací stroj z roku 1805 (Průmyslové muzeum v Leedsu)
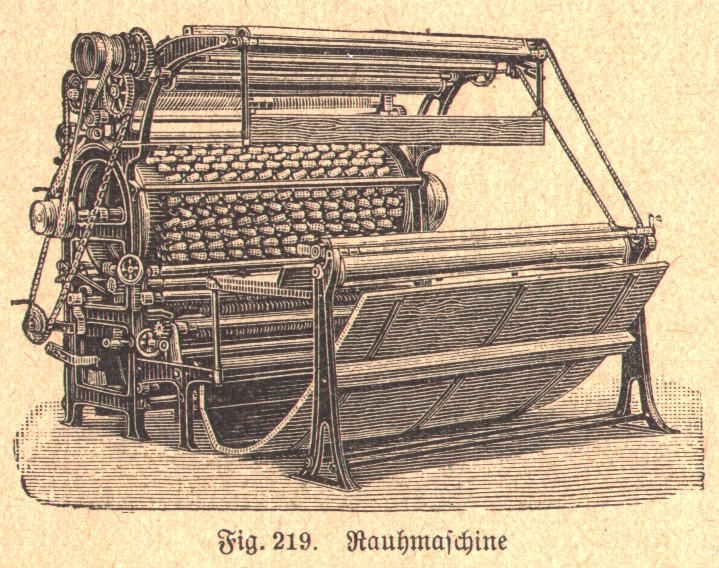
Počesávací stroj z konce 19. století
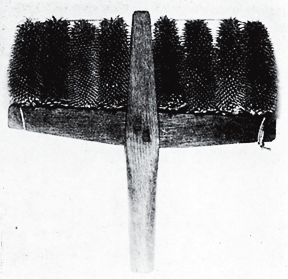
Kartáč na ruční počesávání textilií (ze začátku 20. století)
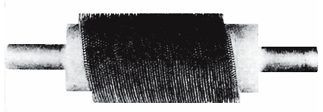
Kartáč na strojní počesávání textilií
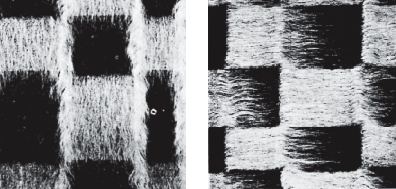
Počesaná mohérová tkanina: vlevo po osnově, vpravo po útku (z roku 1909)
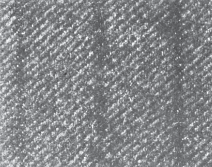
Počesávaná vlněná tkanina (asi z roku 1915)
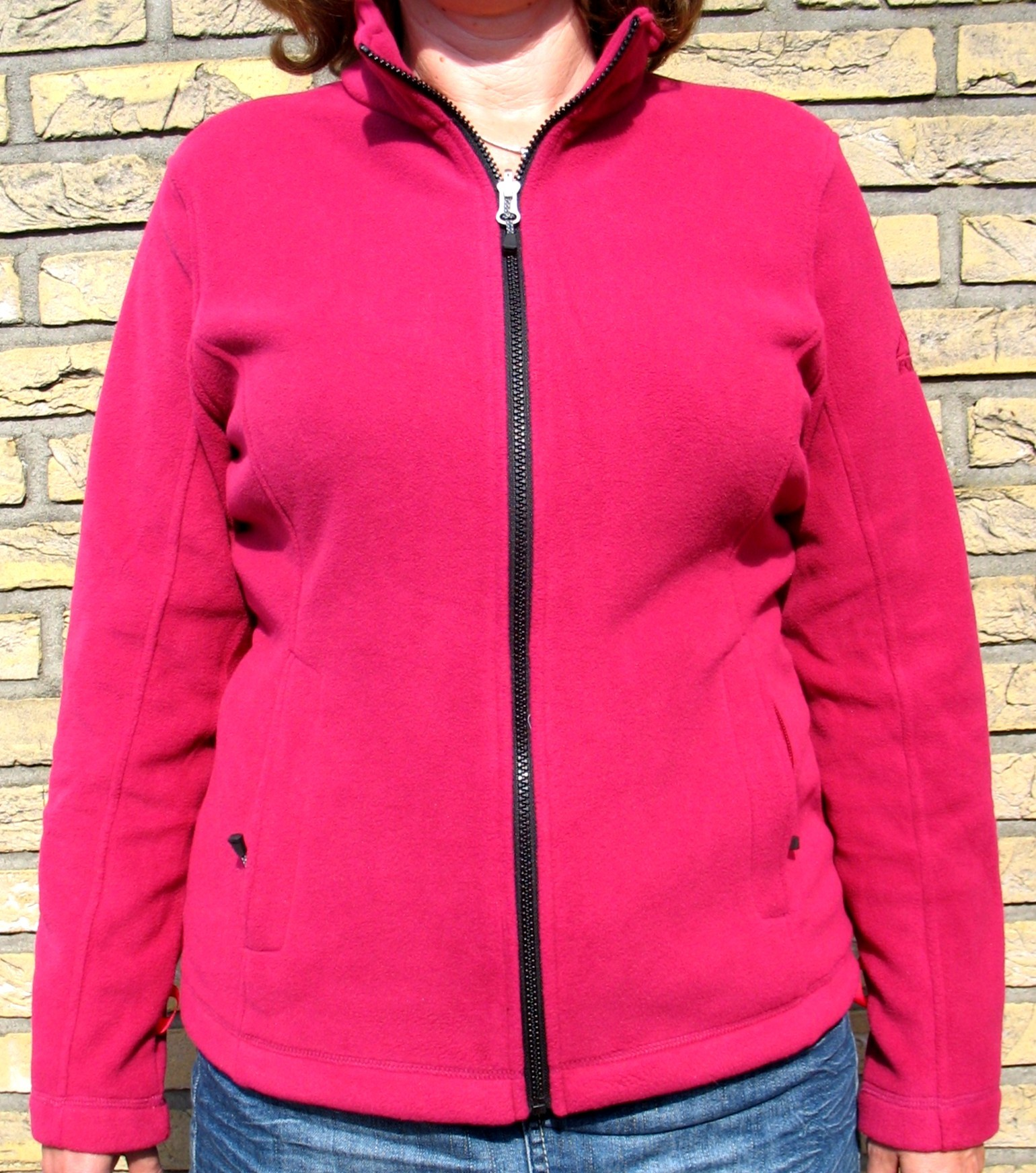
Fleece – oboustranně počesaná pletenina (asi 2013)
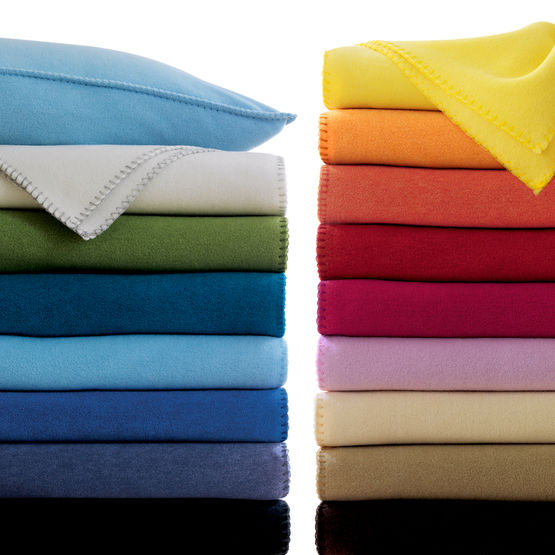
Počesávané tkaniny v 21. století